# 948 (číslo)
Devět set čtyřicet osm je přirozené číslo. Římskými číslicemi se zapisuje CMXLVIII a řeckými číslicemi ϡμη´. Následuje po čísle devět set čtyřicet sedm a předchází číslu devět set čtyřicet devět.

## Matematika
948 je:
- Abundantní číslo
- Složené číslo
- Nešťastné číslo

## Astronomie
- (948) Jucunda je planetka hlavního pásu, kterou objevil v roce 1921 Karl Wilhelm Reinmuth
- NGC 948 je spirální galaxie s příčkou v souhvězdí Velryby

## Roky
- 948
- 948 př. n. l.